# Chatroulette
Chatroulette is een website die willekeurige personen bij elkaar brengt voor gesprekken via de webcam. Bezoekers van de website starten veelal met een stranger chat (beeld en tekst) met een andere bezoeker. Op elk moment kan een gebruiker de chat beëindigen en een nieuw gesprek beginnen.
In november 2009 werd de website gelanceerd door Andrey Ternovskiy, een 17-jarige student uit Moskou,
en verkreeg in februari 2010 populariteit, nadat Good Morning America, The New York Times, en New York magazine aandacht aan deze website hadden geschonken.
De website heeft dagelijks 500.000 bezoekers en op elk moment van de dag zijn ongeveer 35.000 bezoekers aanwezig op de website.
De website maakt gebruik van Adobe Systems Flash Player om beeld te laten zien en toegang te krijgen tot de webcam van de gebruiker. Het nieuwe rtmfp-peer-to-peer-netwerkprotocol in Flash Player 10 laat bijna alle video- en audiostreams uitwisselen tussen gebruikers onderling, zonder bandbreedte van de website te gebruiken. Deze technologie is oorspronkelijk ontwikkeld door Amicima en overgenomen door Adobe in 2006.
Een gedeelte van de gebruikers vertoont zich naakt (sommigen masturberen zelfs) waardoor de site in het algemeen niet geschikt wordt geacht voor minderjarigen. Er is een aantal voorwaarden gesteld met betrekking tot het gebruik van deze site. Allereerst dient de gebruiker achttien jaar of ouder te zijn. Ten tweede worden er eisen gesteld aan de zedelijkheid van de videobeelden, zo is pornografisch materiaal verboden. Niet-tolereerbare beelden kunnen aangegeven worden met de F4-toets.